# Apple Silicon
Los chips de Apple (en inglés: Apple Silicon) son una serie de sistemas en un chip (system-on-a-chip, SoC) y system-in-package (SiP) diseñados por Apple Inc., y fabricados por Samsung y TSMC utilizando la arquitectura ARM. Es la base de las computadoras actuales Mac, así como del iPhone, iPad, Apple TV y Apple Watch, y otros productos como los AirPods, HomePod, iPod touch y AirTag.
Durante la WWDC 2020 del 22 de junio, Apple anunció planes para la transición de sus computadoras Mac con procesadores Intel a procesadores con chip de Apple. Meses después, el 10 de noviembre de 2020, Apple lanzó las primeras Mac basadas en ARM, usando el procesador Apple M1.
Apple controla la fabricación de sus propios chips (SoC), manteniendo el control total de la integración de su hardware, software y servicios. Johny Srouji es el ejecutivo a cargo del diseño de estos chips.

## Serie inicial
Antes de la introducción de los chips "A" de Apple, la empresa usó SoCs diseñados por ellos mismos y fabricados por Samsung en las primeras revisiones del iPhone y iPod Touch. Integran un único núcleo de procesamiento basado en ARM (CPU), una unidad de procesamiento gráfico (GPU), y otros componentes electrónicos necesarios para proporcionar funciones de informática móvil en un único paquete físico.
El APL0098 (o 8900B o S5L8900) se introdujo el 29 de junio de 2007 con el lanzamiento del iPhone original.  Incluye una CPU ARM11 de 412 MHz de un solo núcleo y una GPU PowerVR MBX Lite. Está fabricado en un proceso de 90 nm. Este chip también fue utilizado en el iPhone 3G y el iPod Touch de primera generación.
El APL0278(o S5L8720) se introdujo el 9 de septiembre de 2008 con el lanzamiento del iPod touch de segunda generación. Incluye una CPU ARM11 de un solo núcleo a 533 MHz y una GPU PowerVR MBX Lite. Está fabricado en un proceso de 65 nm.
El APL0298 (o S5L8920) se introdujo el 8 de junio de 2009 con el lanzamiento del iPhone 3GS. Incluye una CPU Cortex-A8 de un solo núcleo a 600 MHz y una GPU PowerVR. Está fabricado en un proceso de 65 nm.
El APL2298 (o S5L8922) version de 45 nano [metros] ^ 2 45 nm del APL0298 y se introdujo el 9 de septiembre de 2009 con el lanzamiento del iPod Touch de tercera generación.

## Serie A
La serie Apple "Ax" es una familia de chips utilizada en el iPhone, iPad, iPod Touch, y Apple TV. Integran uno o más núcleos de procesamiento basados en ARM (CPU), una unidad de procesamiento de gráficos (GPU), memoria caché y otros componentes electrónicos necesarios para proporcionar funciones de informática móvil en un solo paquete físico. Están diseñados por Apple, y fabricados por Samsung y TSMC.

### Apple A4
El Apple A4, basado en el proceso de fabricación de 45 nm de Samsung, combina una CPU ARM Cortex-A8 con una GPU PowerVR SGX 535, y enfatiza la eficiencia energética. El chip debutó comercialmente con el lanzamiento del primer iPad de Apple el 3 de abril de 2010; seguido por el iPhone 4, el iPod Touch de cuarta generación y el Apple TV de segunda generación Fue reemplazado en el iPad 2, lanzado al año siguiente, por el procesador Apple A5.
La primera versión lanzada funcionaba a 1 GHz para el iPad. La velocidad de reloj de las unidades utilizadas en el iPhone 4 y el iPod Touch (cuarta generación) es 800 MHz. La velocidad del reloj utilizada en el Apple TV no ha sido revelada.
Se cree que el núcleo Cortex-A8 utilizado en el A4 utiliza mejoras de rendimiento diseñadas por el diseñador de chips Intrinsity (que posteriormente fue adquirido por Apple) en colaboración con Samsung. El núcleo resultante, denominado "Hummingbird", puede funcionar a velocidad de reloj mucha más altas que otras implementaciones, a la vez que es totalmente compatible con el diseño Cortex-A8 provisto por ARM. Otras mejoras de rendimiento incluyen caché L2 adicional. El mismo núcleo de CPU Cortex-A8 utilizado en el A4 también se utiliza en el S5PC110A1 SoC de Samsung. El SGX535 en el A4 podría teóricamente procesar 35 millones de polígonos por segundo y 500 millones de píxeles por segundo, aunque el rendimiento real puede ser considerablemente menor.
El paquete del procesador A4 no contiene RAM, pero admite la instalación en un PoP. Por lo tanto, hay un paquete con dos chips DDR SDRAM de 128 MB de baja potencia (un total de 256 MB) montados sobre el A4 utilizado en el iPad de primera generación, el iPod Touch de cuarta generación, y el Apple TV de segunda generación. El iPhone 4 tiene dos paquetes de 256 MB para un total de 512 MB. La RAM está conectada al procesador utilizando el bus AMBA 3 AXI de 64 bits de ARM. Para respaldar la demanda del iPad de un gran ancho de banda de gráficos, el ancho del bus de datos RAM es del doble con respecto a los dispositivos Apple ARM11 y ARM9 anteriores.

### Apple A5
El Apple A5 es un sistema en un chip (SoC) diseñado por Apple Inc.y fabricado por Samsung que reemplazó el A4. El chip debutó comercialmente con el lanzamiento del iPad 2 en marzo de 2011, seguido por el lanzamiento del iPhone 4S ese mismo año. Apple afirma que, en comparación con su predecesor, el A4, el A5 "puede hacer el doble de trabajo" y la GPU tiene "hasta nueve veces el rendimiento de gráficos".
El A5 contiene una CPU Cortex-A9 de doble núcleo con la avanzada extensión SIMD de ARM, denominada NEON, y una GPU PowerVR SGX543MP2 de doble núcleo. Esta GPU puede procesar entre 70 y 80 millones de polígonos por segundo y tiene una velocidad de relleno de píxeles de 2 mil millones de píxeles por segundo. El A5 cuenta con una velocidad de 1 GHz en el iPad 2, aunque se puede ajustar dinámicamente para ahorrar batería. La velocidad de reloj en el iPhone 4S es de 800 MHz. Al igual que en el A4, el proceso de fabricación del A5 es de 45 nm.
Se usó una versión actualizada de 32 nm del procesador A5 en el Apple TV de tercera generación, el iPod Touch de quinta generación, el iPad Mini, y la versión nueva del iPad 2 (versión iPad 2,4). El chip en el Apple TV tiene un núcleo bloqueado. Las marcas de hardware indican que se llama APL2498, y en software, el chip se denomina S5L8942. La variante 32 nm del A5 proporciona un rendimiento mejorado de batería de un 15% durante la navegación web, un 30% al ejecutar juegos en 3D y un 20% durante la reproducción de vídeo.
En marzo de 2013, Apple lanzó una versión actualizada del Apple TV de tercera generación (AppleTV3,2) que contiene una versión más pequeña y de un solo procesador del A5. A diferencia de las otras variantes del A5, esta versión no es un paquete sobre paquete (PoP), ya que no tiene RAM apilada. El chip es muy pequeño, de tan solo 6,1×6,2 mm, pero como la disminución del tamaño no se debe a una disminución en tamaño de la característica (sigue siendo un chip fabricado en 32 nm), esto indica que esta revisión de A5 es de un nuevo diseño. Las marcas de hardware indican que se llama APL7498, y en software, el chip se denomina S5L8947.

### Apple A5X
El Apple A5X es un sistema en un chip (SoC) diseñado por Apple Inc. de Apple que fue anunciado el 7 de marzo de 2012, en el lanzamiento del iPad de tercera generación. Es una variante de alto rendimiento de Apple A5; Apple afirma que tiene el doble de rendimiento gráfico del A5. Fue reemplazado en el iPad de cuarta generación por el procesador Apple A6X.
Este SoC tiene una unidad de gráficos de cuatro núcleos (PowerVR SGX543MP4) en lugar del controlador de memoria dual-core anterior y de cuatro canales que proporciona un ancho de banda de memoria de 12.8 GB / sec, aproximadamente tres tiempo más que en el A5. Los núcleos gráficos adicionales se suman a un tamaño de matriz muy grande de 165 mm² (milímetros cuadrados), por ejemplo, del doble de tamaño de Nvidia Tegra 3. Esto se debe principalmente a la gran GPU PowerVR SGX543MP4. Se ha demostrado que la frecuencia de reloj de los núcleos dobles ARM Cortex-A9 opera a la misma frecuencia de 1 GHz frecuencia que en A5. La RAM en A5X está separada del paquete principal de la CPU.

### Apple A6
El Apple A6 es un paquete en paquete (PoP) sistema en un chip (SoC) diseñó por Apple que fue presentado el 12 de septiembre de 2012, en el lanzamiento del iPhone 5, luego un año más tarde fue heredado por su sucesor menor el iPhone 5C. Apple afirma que es hasta el doble de rápido y tiene hasta el doble de potencia de gráficos en comparación con su predecesora, la Apple A5. Es un 22% más pequeño y consume menos energía que el A5 de 45 nm.
Se dice que el A6 usa un CPU de doble núcleo ARMv7 diseñado por Apple a 1.3 GHz, llamado Swift, en lugar de una CPU con licencia ARM como en diseños anteriores, y una gráfica de procesamiento de gráficos PowerVR SGX 543 de triple núcleo integrado de 266 MHz (GPU).  El núcleo Swift en el A6 usa un nuevo conjunto de instrucciones modificadas, ARMv7s, que presenta algunos elementos de ARM Cortex-A15 como soporte para el Advanced SIMD v2, y VFPv4. El A6 es fabricado por Samsung en proceso de metal alta k (HKMG) 32 nm.

### Apple A6X
Apple A6X es un sistema en un chip (SoC) diseñado por Apple Inc, presentado en el lanzamiento del iPad de cuarta generación el 23 de octubre de 2012.  Es una variante alto rendimiento del Apple A6. Apple afirma que el A6X tiene el doble del rendimiento de la CPU y hasta dos veces el rendimiento de su predecesor, el Apple A5X.
Al igual que el A6, este SoC sigue utilizando la CPU Swift de doble núcleo, pero tiene una nueva GPU de cuatro núcleos, memoria de cuatro canales y una velocidad de reloj de la CPU de 1.4 GHz ligeramente superior. Utiliza una unidad de procesamiento de gráficos (GPU) PowerVR SGX 554MP4 de cuatro núcleos  integrada a 300 MHz y un subsistema de memoria de cuatro canales. Comparado con el A6, el A6X es un 30% más grande, pero continúa siendo fabricado por Samsung en un proceso de puerta de alta k (HKMG) de 32 nm.

### Apple A7
El Apple A7 es un paquete en paquete (PoP) de 64-bits sistema en un chip (SoC) diseñado por Apple. Su primera aparición fue en el iPhone 5S,  que se presentó el 10 de septiembre de 2013. El chip también se usaría en el iPad Air, iPad Mini 2 e iPad Mini 3. Apple afirma que es hasta dos veces más rápido y tiene hasta dos veces la potencia de gráficos en comparación con su predecesora, la Apple A6.
El A7 presenta una CPU ARMv8 de doble núcleo de 1.3–1.4 GHz de 64-bits diseñada por Apple, llamada Cyclone, y una GPU PowerVR G6430 integrada en una configuración de cuatro grupos. La arquitectura ARMv8-A duplica la cantidad de registros del A7 en comparación con el A6. Ahora tiene 31 registros de propósito que son cada uno de 64-bits de ancho y 32 registros de punto flotante / NEÓN que tienen 128-bits de ancho. El A7 es fabricado por Samsung en un proceso de compuerta metálica de k (HKMG) a 28 nm y el chip incluye más de mil millones de transistores en un troquel 102 mm² (milímetros cuadrados) de tamaño.

### Apple A8
El Apple A8 es un paquete en paquete (POP) de 64-bits sistema en chip (SoC) diseñó por Apple y fabricado por TSMC. Su primera aparición fue en el iPhone 6 y iPhone 6 Plus, que se presentaron el 9 de septiembre de 2014. Un año más tarde manejaría el iPad Mini 4. Apple afirma que tiene un 25% más de rendimiento de la CPU y un 50% más de rendimiento de gráfico obteniendo solo el 50% de la potencia en comparación de su predecesora, la Apple A7. Apple lanzó el HomePod el 9 de febrero de 2018 y está alimentado por un Apple A8 con 1 GB de RAM.
El A8 presenta una CPU de doble núcleo ARMv8-A de 1.4 GHz de 64-bits diseñada por Apple y una GPU PowerVR GX6450 integrada en una configuración de cuatro grupos. El A8 está fabricado en un proceso de 20 nm por TSMC, que reemplazó a Samsung como fabricante de los procesadores de dispositivos móviles de Apple. Contiene 2 mil millones de transistores. A pesar de que es el doble del número de transistores  en comparación con el A7, su tamaño físico se ha reducido en un 13% a 89 mm² (milímetros cuadrados) (en consonancia con una contracción solamente, no se sabe que es una nueva microarquitectura).

### Apple A8X
El Apple A8X es un sistema de 64-bits en un chip (SoC) diseñó por Apple, presentado en el lanzamiento del iPad Air 2 el 16 de octubre de 2014. Es una variante de alto rendimiento del Apple A8. Apple afirma que tiene un 40% más de rendimiento de CPU y 2,5 veces más rendimiento gráfico que su predecesor, el Apple A7.
A diferencia del A8, este SoC utiliza una CPU de triple-núcleo, un nueva GPU octa-core GPU, memoria de doble canal y una velocidad de reloj de la CPU de 1.5 GHz ligeramente más alta. Utiliza una unidad de procesamiento de gráficos (GPU) PowerVR GXA6850 octa-core integrada que funciona a 450 MHz y un subsistema de memoria de doble canal. Es fabricado por TSMC de 20 nm fabrication proceso, y consta de 3 mil millones de transistores.

### Apple A9
El Apple A9 es un sistema basado en ARM de 64 bits en un chip (SoC) diseñado por Apple Inc. Apareció por primera vez en el iPhone 6S y 6S Plus, que se presentó el 9 de septiembre de 2015. Apple afirma que tiene un 70% más rendimiento de CPU y 90% más de rendimiento de gráficos en comparación con su predecesor, el Apple A8. Tiene dos fuentes, la primera para un Apple SoC;  está fabricado por Samsung en su proceso FinFET LPE de 14 nm y por TSMC en su proceso FinFET de 16 nm. Posteriormente se incluyó en el iPhone SE, el iPad (2017) y el Apple TV (cuarta generación).

### Apple A9X
El Apple A9X es un sistema de 64-bits en un chip (SoC) diseñó por Apple Inc. Se anunció el 9 de septiembre de 2015 y se lanzó el 11 de noviembre de 2015, y apareció por primera vez en el iPad Pro. Ofrece 80% más de rendimiento CPU y dos veces el rendimiento de su predecesor, el Apple A8X. Es fabricado por TSMC usando un proceso FinFET de 16 nm.

### Apple A10 Fusión
El Apple A10 Fusion es un sistema basado en ARM de 64 bits en un chip (SoC) diseñó por Apple Inc. Apareció por primera vez en el iPhone 7 y 7 Plus, que se presentó el 7 de septiembre de 2016. El A10 también aparece en el iPad (2018) y iPad (2019). Tiene un nuevo diseño de cuatro núcleos con dos núcleos de alto rendimiento, y dos núcleo más pequeños pequeños y altamente eficientes. Está hecho por TSMC en su proceso FinFET de 10 nm.

### Apple A10X Fusion
El Apple A10X Fusion es un sistema basado en ARM de 64-bits en un chip (SoC) diseñado por Apple Inc. Apareció por primera vez en el iPad Pro de 10.5" y una segunda generación de iPad Pro de 12.9", ambos anunciados el 3 de junio de 2017. Es una variante del A10 y Apple afirma que tiene 30 por ciento más rápido y un rendimiento GPU 40 más rápido que su predecesor, el A9X. El 12 de septiembre de 2017, Apple anunció que el Apple TV 4K sería impulsado por un chip A10X. Está hecho por TSMC en su proceso FinFET de 10 nm.

### Apple A11 Bionic
El Apple A11 Bionic es un sistema basado en ARM de 64-bits en un chip (SoC), diseñado por Apple Inc. Apareció por primera vez en el iPhone 8, iPhone 8 Plus, y iPhone X que se presentaron el 12 de septiembre de 2017. Tiene dos núcleos de alto rendimiento qué son 25% más rápido que el A10 Fusion y cuatro núcleos de alta eficiencia que son un 70% más rápido que los núcleos de bajo consumo de energía en el A10.

### Apple A12 Bionic
El Apple A12 Bionic es un chip (SoC) basado en la arquitectura ARM de 64 bits diseñado por Apple, Inc. Está integrado en los iPhone XS, XS Max, XR iPad Mini (5) y iPad Air (3), lanzados el 12 de septiembre de 2018 y el 18 de marzo de 2019. Consta de dos núcleos de alto rendimiento, cuatro núcleos de alta eficiencia y un controlador de alto rendimiento, que reparte las tareas de forma dinámica. Posee un total de seis núcleos y está fabricado con arquitectura de 7 nm.

### Apple A12X Bionic
El Apple A12X Bionic es un chip basado en la arquitectura ARM de 64 bits diseñado por Apple, Inc. Está integrado en el iPad Pro 2018, lanzado el 30 de octubre de 2018. Consta de cuatro núcleos de alto rendimiento, cuatro núcleos de alta eficiencia y un controlador de alto rendimiento, que reparte las tareas de forma dinámica. Posee un total de ocho núcleos y está fabricado con arquitectura de 7 nm.

## Serie S
La serie Apple "Sx" es una familia de "Sistemas en Paquete" (SiP) utilizada en el Apple Watch. Utiliza un procesador de aplicaciones personalizado que junto con la memoria, el almacenamiento y los  procesadores de soporte para la conectividad inalámbrica, los sensores y las E/S comprenden una computadora completo en un solo paquete. Están diseñados por Apple, y fabricados por fabricantes contratados, como Samsung.

### Apple S1
El Apple S1 es un ordenador integrado diseñado por Apple. Incluye circuitos de memoria, almacenamiento y soporte como módems inalámbricos y controladores E/S en un paquete integrado sellado. Se anunció el 9 de septiembre de 2014 como parte del evento "Ojalá podríamos decir más" acontecimiento. Su primera aparición fue en Apple Watch original.

### Apple S1P
Utilizado en el Apple Watch Serie 1. Tiene un procesador de doble núcleo idéntico al S2, con la excepción del receptor GPS incorporado.

### Apple S2
Utilizado en el Apple Watch Series 2. Tiene un procesador de doble núcleo dual y un receptor GPS incorporado.

### Apple S3
Utilizado en el Apple Watch Serie 3. Tiene un procesador de doble núcleo que es un 70% más rápido que el Apple S2 y un receptor GPS incorporado. Hay también una opción el módem celular y un módulo eSIM interno. También incluye el chip W2.

## Serie W
La serie Apple "Wx" es una familia de "Sistema en Chip" (SoC) y chips inalámbricos con un enfoque en el Bluetooth y conectividad WiFi.

### Apple W1
El Apple W1 es un SoC de Apple utilizado en los AirPods y selecciona auriculares Beats. Mantiene una conexión Bluetooth Clase 1 con un dispositivo de ordenador y descodifica la transmisión de audio que se le envía.

### Apple W2
El Apple W2 es un chip inalámbrico de Apple utilizado en el Apple Watch Serie 3. Está integrado en Apple S3 SiP. Apple anunció que la implementación del chip hace que el Wi-Fi sea 85% más rápido y Bluetooth y Wi-Fi 50% más eficiente que el diseño del chip del modelo anterior.

## Serie T

### Apple T1
El chip Apple T1 es un SoC ARMv7 de Apple que maneja un sensor Touch ID de la MacBook Pro 2016 y 2017. El chip opera con un enclave seguro para el procesamiento y cifrado de las huellas dactilares, además de actuar como guardián del micrófono y de la cámara FaceTime HD que protege estos posibles objetivos posibles intentos de piratería. El T1 ejecuta su propia versión de watchOS, separada de la CPU Intel CPU que ejecuta macOS.

### Apple T2
El chip Apple T2 es un SoC de Apple en el iMac Pro 2017. Sirve como un enclave seguro para claves encriptadas, brinda a los usuarios la capacidad de bloquear el proceso de arranque de la computadora, maneja funciones del sistema como la cámara y el control de audio, y administra la unidad de estado sólido. T2 también ofrece "procesamiento de imágenes mejorado" para la cámara FaceTime HD de iMac Pro.

## Serie M
La serie M de Apple es una familia de Sistemas en un Paquete (SiP) usada en las Macs. La designación "M" se usaba anteriormente para los coprocesadores de movimiento de Apple.

### Apple M1
El chip M1 es el primer procesador de Apple diseñado para su uso en Macs y iPads, fabricado con el proceso de 5 nm de TSMC. Se anunció el 10 de noviembre de 2020 y se utiliza en los MacBook Air, Mac mini, iPad Pro, MacBook Pro y IMac, sus procesadores corren hasta 5,1 GHz en procesos de gran velocidad incluyendo la velocidad gráfica.

## Lista de procesadores de Apple

### Serie A
| Name        | Model no. | Image | Semiconductor technology | Die size  | #Transistors | CPU ISA                                       | CPU                                                           | CPU cache                                           | GPU                                                                      | Memory technology                                         | Introduced                                             | Utilizing devices                                                                                |
| ----------- | --------- | ----- | ------------------------ | --------- | ------------ | --------------------------------------------- | ------------------------------------------------------------- | --------------------------------------------------- | ------------------------------------------------------------------------ | --------------------------------------------------------- | ------------------------------------------------------ | ------------------------------------------------------------------------------------------------ |
|             | APL0098   |       | 90 nm                    | 72 mm²    |              | ARMv6                                         | 412 MHz single-core ARM11                                     | L1i: 16 KB L1d: 16 KB                               | PowerVR MBX Lite                                                         | 16-bit Single-channel 133 MHz LPDDR (533 MB/sec)          | Junio 2007                                             | - iPhone - iPod Touch (1st gen.) - iPhone 3G                                                     |
|             | APL0278   |       | 65 nm                    | 36 mm²    |              | ARMv6                                         | 412–533 MHz single-core ARM11                                 | L1i: 16 KB L1d: 16 KB                               | PowerVR MBX Lite                                                         | 32-bit Single-channel 133 MHz LPDDR(1066 MB/sec)          | Septiembre 2008                                        | - iPod Touch (2nd gen.) - iPod Nano (4th gen.)                                                   |
|             | APL0298   |       | 65 nm                    | 71.8 mm²  |              | ARMv7                                         | 600 MHz single-core Cortex-A8                                 | L1i: 32 KB L1d: 32 KB L2: 256 KB                    | PowerVR SGX535                                                           | 32-bit Single-channel 200 MHz LPDDR (1.6 GB/sec)          | Junio 2009                                             | - iPhone 3GS                                                                                     |
|             | APL2298   |       | 45 nm                    | 41.6 mm²  |              | ARMv7                                         | 600–800 MHz single-core Cortex-A8                             | L1i: 32 KB L1d: 32 KB L2: 256 KB                    | PowerVR SGX535                                                           | 32-bit Single-channel 200 MHz LPDDR (1.6 GB/sec)          | Septiembre 2009                                        | - iPod Touch (3rd gen.)                                                                          |
| A4          | APL0398   |       | 45 nm                    | 53.3 mm²  |              | ARMv7                                         | 0.8–1.0 GHz single-core Cortex-A8                             | L1i: 32 KB L1d: 32 KB L2: 512 KB                    | PowerVR SGX535                                                           | 32-bit Dual-channel 200 MHz LPDDR (3.2 GB/sec)            | Marzo 2010                                             | - iPad (1st gen.) - iPhone 4 - iPod Touch (4th gen.) - Apple TV (2nd gen.)                       |
| A5          | APL0498   |       | 45 nm                    | 122.2 mm² |              | ARMv7                                         | 0.8–1.0 GHz dual-core Cortex-A9                               | L1i: 32 KB L1d: 32 KB L2: 1 MB                      | PowerVR SGX543MP2 (dual-core) @ 200 MHz (12.8 GFLOPS)                    | 32-bit Dual-channel 400 MHz LPDDR2-800 (6.4 GB/sec)       | Marzo de 2011                                          | - iPad 2 - iPhone 4S                                                                             |
| A5          | APL2498   |       | 32 nm HKMG               | 69.6 mm²  |              | ARMv7                                         | 0.8–1.0 GHz dual-core Cortex-A9 (one core locked in Apple TV) | L1i: 32 KB L1d: 32 KB L2: 1 MB                      | PowerVR SGX543MP2 (dual-core) @ 200 MHz (12.8 GFLOPS)                    | 32-bit Dual-channel 400 MHz LPDDR2-800 (6.4 GB/sec)       | Marzo de 2012                                          | - Apple TV (3rd gen.) - iPad 2 (iPad2,4) - iPod touch (5th gen.) - iPad Mini                     |
| A5          | APL7498   |       | 32 nm HKMG               | 37.8 mm²  |              | ARMv7                                         | Single-core Cortex-A9                                         | L1i: 32 KB L1d: 32 KB L2: 1 MB                      | PowerVR SGX543MP2 (dual-core) @ 200 MHz (12.8 GFLOPS)                    | 32-bit Dual-channel 400 MHz LPDDR2-800 (6.4 GB/sec)       | Marzo 2013                                             | - Apple TV (AppleTV3,2)                                                                          |
| A5X         | APL5498   |       | 45 nm                    | 165 mm²   |              | ARMv7                                         | 1.0 GHz dual-core Cortex-A9                                   | L1i: 32 KB L1d: 32 KB L2: 1 MB                      | PowerVR SGX543MP4 (quad-core) @ 200 MHz (25 GFLOPS)                      | 32-bit Quad-channel 400 MHz LPDDR2-800 (12.8 GB/sec)      | Marzo de 2012                                          | - iPad (3rd gen.)                                                                                |
| A6          | APL0598   |       | 32 nm HKMG               | 96.71 mm² |              | ARMv7s                                        | 1.3 GHz dual-core Swift                                       | L1i: 32 KB L1d: 32 KB L2: 1 MB                      | PowerVR SGX543MP3 (tri-core) @ 266 MHz (25.5 GFLOPS)                     | 32-bit Dual-channel 533 MHz LPDDR2-1066 (8.528 GB/sec)    | Septiembre de 2012                                     | - iPhone 5 - iPhone 5C                                                                           |
| A6X         | APL5598   |       | 32 nm HKMG               | 123 mm²   |              | ARMv7s                                        | 1.4 GHz dual-core Swift                                       | L1i: 32 KB L1d: 32 KB L2: 1 MB                      | PowerVR SGX554MP4 (quad-core) @ 266 MHz (68.1 GFLOPS)                    | 32-bit Quad-channel 533 MHz LPDDR2-1066 (17.1 GB/sec)     | Octubre de 2012                                        | - iPad (4th gen.)                                                                                |
| A7          | APL0698   |       | 28 nm HKMG               | 102 mm²   | ~1 billion   | ARMv8-A                                       | 1.3 GHz dual-core Cyclone                                     | L1i: 64 KB L1d: 64 KB L2: 1 MB L3: 4 MB (Inclusive) | PowerVR G6430 (quad-core) @ 450 MHz (115.2 GFLOPS)                       | 64-bit Single-channel 800 MHz LPDDR3-1600 (12.8 GB/sec)   | Septiembre de 2013                                     | - iPhone 5S - iPad Mini 2 - iPad Mini 3                                                          |
| A7          | APL5698   |       | 28 nm HKMG               | 102 mm²   | ~1 billion   | ARMv8-A                                       | 1.4 GHz dual-core Cyclone                                     | L1i: 64 KB L1d: 64 KB L2: 1 MB L3: 4 MB (Inclusive) | PowerVR G6430 (quad-core) @ 450 MHz (115.2 GFLOPS)                       | 64-bit Single-channel 800 MHz LPDDR3-1600 (12.8 GB/sec)   | Octubre de 2013                                        | - iPad Air                                                                                       |
| A8          | APL1011   |       | 20 nm (TSMC)             | 89 mm²    | ~2 billion   | ARMv8-A                                       | 1.1–1.5 GHz dual-core Typhoon                                 | L1i: 64 KB L1d: 64 KB L2: 1 MB L3: 4 MB (Inclusive) | PowerVR GX6450 (quad-core) @ ~533 MHz (136.5 GFLOPS)                     | 64-bit Single-channel 800 MHz LPDDR3-1600 (12.8 GB/sec)   | Septiembre 2014                                        | - iPhone 6 - iPhone 6 Plus - iPod touch (6th gen.) - iPad Mini 4 - Apple TV (4th gen.) - HomePod |
| A8X         | APL1012   |       | 20 nm (TSMC)             | 128 mm²   | ~3 billion   | ARMv8-A                                       | 1.5 GHz triple-core Typhoon                                   | L1i: 64 KB L1d: 64 KB L2: 2 MB L3: 4 MB (Inclusive) | PowerVR GXA6850 (octa-core) @ ~450 MHz (230.4 GFLOPS)                    | 64-bit Dual-channel 800 MHz LPDDR3-1600 (25.6 GB/sec)     | Octubre, 2014                                          | - iPad Air 2                                                                                     |
| A9          | APL0898   |       | 14 nm FinFET (Samsung)   | 96 mm²    | >2 billion   | ARMv8-A                                       | 1.85 GHz dual-core Twister                                    | L1i: 64 KB L1d: 64 KB L2: 3 MB L3: 4 MB (Victim)    | PowerVR GT7600 (hexa-core) @ ~600 MHz (230.4 GFLOPS)                     | 64-bit Single-channel 1600 MHz LPDDR4-3200 (25.6 GB/sec). | September 2015                                         | - iPhone 6S - iPhone 6S Plus - iPhone SE - iPad (2017)                                           |
| A9          | APL1022   |       | 16 nm FinFET (TSMC)      | 104.5 mm² | >2 billion   | ARMv8-A                                       | 1.85 GHz dual-core Twister                                    | L1i: 64 KB L1d: 64 KB L2: 3 MB L3: 4 MB (Victim)    | PowerVR GT7600 (hexa-core) @ ~600 MHz (230.4 GFLOPS)                     | 64-bit Single-channel 1600 MHz LPDDR4-3200 (25.6 GB/sec). | September 2015                                         | - iPhone 6S - iPhone 6S Plus - iPhone SE - iPad (2017)                                           |
| A9X         | APL1021   |       | 16 nm FinFET (TSMC)      | 143.9 mm² | >3 billion   | ARMv8-A                                       | 2.16–2.26 GHz dual-core Twister                               | L1i: 64 KB L1d: 64 KB L2: 3 MB L3: none             | PowerVR 7XT Series (dodeca-core custom design) @ ~533 MHz (409.3 GFLOPS) | 64-bit Dual-channel 1600 MHz LPDDR4-3200 (51.2 GB/sec).   | Noviembre, 2015                                        | - iPad Pro 12.9" - iPad Pro 9.7"                                                                 |
| A10 Fusion  | APL1W24   |       | 16 nm FinFET (TSMC)      | 125 mm²   | 3.3 billion  | ARMv8-A                                       | 2.34 GHz quad-core (2x Hurricane + 2x Zephyr)                 | L1i: 64 KB L1d: 64 KB L2: 3 MB L3: 4 MB             | PowerVR GT7600 Plus (hexa-core) @ > 650 MHz (> 250 GFLOPS)               | LPDDR4                                                    | Septiembre, 2016                                       | - iPhone 7 - iPhone 7 Plus - iPad (2018)                                                         |
| A10X Fusion | APL1071   |       | 10 nm FinFET (TSMC)      | 96.4 mm²  | ARMv8-A      | 2.36 GHz hexa-core (3x Hurricane + 3x Zephyr) | L1i: 64 KB L1d: 64 KB L2: 8 MB L3: none                       | PowerVR GT7600 Plus (12-cores)                      | 64-bit Dual-channel 1600 MHz LPDDR4                                      | June 2017                                                 | - iPad Pro 10.5" - iPad Pro 12.9" (2017) - Apple TV 4K |                                                                                                  |
| A11 Bionic  | APL1W72   |       | 10 nm FinFET (TSMC)      | 87.66 mm² | 4.3 billion  | ARMv8-A                                       | 2.4 GHz hexa-core (2x Monsoon + 4x Mistral)                   | L1i: 32 KB L1d: 32 KB L2: 8 MB L3: none             | Apple Custom GPU (Triple-core)                                           | LPDDR4X                                                   | September 2017                                         | - iPhone 8 - iPhone 8 Plus - iPhone X                                                            |
| A12 Bionic  | APL1W81   |       | 7 nm FinFET (TSMC)       | 83.27 mm² | 6.9 billion  | ARMv8.3-A                                     | 2.49 GHz hexa-core (2x Vortex + 4x Tempest)                   | L1i: 128 KB L1d: 128 KB L2: 8 MB L3: none           | Apple Custom GPU (quad-core)                                             | 64-bit Single-channel 2133 MHz LPDDR4X (34,1 GB/sec)      | September 2018                                         | - iPhone XS - iPhone XS Max - iPhone XR                                                          |

### Serie S
| Nombre          | Núm. de modelo | Imagen | Tecnología de semiconductor | Medida de dado | CPU ISA | CPU                                    | CPU cache            | GPU                        | Tecnología de memoria | Introducido        | Utilizando dispositivos      |
| --------------- | -------------- | ------ | --------------------------- | -------------- | ------- | -------------------------------------- | -------------------- | -------------------------- | --------------------- | ------------------ | ---------------------------- |
| S1              | APL0778        |        | 28 nm HKMG                  | 32 mm²         | ARMv7k  | 520 MHz solo-núcleo Cortex-Un7         | L1d: 32 KBL2: 256 KB | PowerVR Serie 5            | LPDDR3                | Abril 2015         | - Serie de Reloj del Apple 0 |
| S1P             | TBC            |        | TBC                         | TBC            | ARMv7   | 520 MHz dual-núcleo Cortex-Un7 sin GPS | L1d: 64 KBL2: 1 MB   | PowerVR Serie 6 'Colorete' | LPDDR3                | Septiembre de 2016 | - Serie de Reloj del Apple 1 |
| S2              | TBC            |        | TBC                         | TBC            | ARMv7   | 520 MHz dual-núcleo Cortex-Un7 con GPS | L1d: 64 KBL2: 1 MB   | PowerVR Serie 6 'Colorete' | LPDDR3                | Septiembre de 2016 | - Serie de Reloj del Apple 2 |
| S3 No-LTE y LTE | TBC            |        | TBC                         | TBC            | TBC     | Dual-núcleo                            | TBC                  | TBC                        | TBC                   | Septiembre de 2017 | - Serie de Reloj del Apple 3 |

### T Serie
| T1 | APL1023 |  | Ningún GPU | Octubre de 2016   | - MacBook Pro Tardío 2016 - Macbook Pro 2017 |
| T2 | APL1027 |  | Ningún GPU | Diciembre de 2017 | - iMac Pro 2017                              |

### W Serie
| W1 | 343S00130343S00131 |  | 14.3 mm²   | Ningún GPU         | Septiembre de 2016           | - Apple AirPods - Solo de latidos3 - Powerbeats3 - BeatsX - Estudio de latidos3 - HomePod |
| W2 | 338S00348          |  | Ningún GPU | Septiembre de 2017 | - Serie de Reloj del Apple 3 |                                                                                           |

### Serie M
| Nombre | Núm. de modelo | Imagen | Tecnología de Semiconductor | Superficie | CPU                                  | GPU                                                              | Memoria                                |
| ------ | -------------- | ------ | --------------------------- | ---------- | ------------------------------------ | ---------------------------------------------------------------- | -------------------------------------- |
| M1     | 339S00833 S    |        | 5nm de TSMC                 | 120 mm²    | 8 núcleos basado en arquitectura ARM | Gráficos integrados de 8 núcleos con 2.6 teraflops de throughput | 8 o 16 GB de SDRAM LPDDR4X de 4266 MHz |

## Lectura adicional
- Gurman, Mark (enero 29, 2018). "Cómo Apple Construyó un Chip Powerhouse para Acechar Qualcomm y Intel". Bloomberg Businessweek.

- Datos: Q406283